# بني جبار
البُنّي الجبار هو نوع من أسماك الشبوط في موائل المياه العذبة في إيران وسوريا وجنوب شرق تركيا .